# Madlen Summermatter
Madlen Summermatter (1º agosto 1974) è un'ex sciatrice alpina svizzera.

## Biografia
Originaria di Staldenried, la Summermatter debuttò in campo internazionale ai Mondiali juniores di Maribor 1992; l'anno dopo ottenne il primo piazzamento in Coppa del Mondo, il 16 gennaio a Cortina d'Ampezzo in supergigante (30ª), e ai Mondiali juniores di Montecampione/Colere 1993 vinse la medaglia d'argento nella medesima specialità. Nel 1995 conquistò l'ultima vittoria (nonché ultimo podio) in Coppa Europa, il 2 febbraio a Schönried in slalom gigante, e ottenne il miglior piazzamento in Coppa del Mondo, il 3 dicembre 1995 a Lake Louise in discesa libera (5ª); ai successivi Mondiali di Sierra Nevada 1996, sua prima presenza iridata, si classificò 18ª nella discesa libera, 17ª nel supergigante e non completò lo slalom gigante, mentre a quelli di Sestriere 1997 si piazzò 15ª nel supergigante. Si ritirò al termine di quella stessa stagione 1996-1997 e la sua ultima gara fu il supergigante di Coppa del Mondo disputato il 13 marzo a Vail, non completato dalla Summermatter; non prese parte a rassegne olimpiche.

## Palmarès

### Mondiali juniores
- 1 medaglia:
  - 1 argento (supergigante a Montecampione/Colere 1993)

### Coppa del Mondo
- Miglior piazzamento in classifica generale: 34ª nel 1996

### Coppa Europa
- Miglior piazzamento in classifica generale: 5ª nel 1994
- Vincitrice della classifica di supergigante nel 1995
- 3 podi (dati dalla stagione 1994-1995):
  - 1 vittoria
  - 2 secondi posti

#### Coppa Europa - vittorie
| Data            | Località  | Paese    | Specialità |
| --------------- | --------- | -------- | ---------- |
| 2 febbraio 1995 | Schönried | Svizzera | SG         |

Legenda:

SG = supergigante

### Campionati svizzeri
- 1 medaglia (dati parziali fino alla stagione 1994-1995):
  - 1 oro (supergigante[senza fonte] nel 1992)